# Quercus fulva
Quercus fulva là một loài thực vật có hoa trong họ Cử. Loài này được Liebm. miêu tả khoa học đầu tiên năm 1854.